# Cinthya Dictator
Gombos Cintia Mercédesz, művésznevén Cinthya Dictator (Budapest, 1990. január 12. –) magyar modell, fotóművész, televíziós szereplő.

## Életútja
Újpesten nőtt fel. Tanulmányait az Újpesti Károlyi István Általános Iskolában kezdte, majd a szintén újpesti Bródy Imre Gimnáziumban folytatta. Diszlexiát, hiperaktivitást, és figyelemzavart diagnosztizáltak nála, amelyek jelentősen nehezítették iskolai életét. A 2008-2009. évi Országos Középiskolai Tanulmányi Versenyen (OKTV) rajz és vizuális kultúra tantárgy 34. helyezettje lett.
Érettségi után a Moholy-Nagy Művészeti Egyetem (MOME) fotográfia szakára nyert felvételt, ahol 2015-ben diplomázott. 2016-ban szintén a MOME-ra jelentkezett média design képzésre, szakdolgozatának címe: Az őszinteség fontossága a szubjektum designban. Számos kiállítása volt már, például a 2011-es Arany Tűsarok gálán, vagy a 2018-as a Budapest Music Centerben megtartott Heroes & Stories. Fotóművészeten kívül performanszokkal is foglalkozik.
13 éves korától foglalkozik személyes stílusának kifejezésével, 17 éves korától pedig mind fotózik, mind modellt áll. Fontos számára, hogy képein kifejezze az érzelmeit, és hogy azok technikailag is korrektek legyenek. A Cinthya Dictator nevet tizenévesen találta ki magának, amikor egy magyar Marilyn Manson rajongói körbe tartozott, s az álnév a szubkultúra része volt. Később ezt a felhasználónevet választva regisztrált a MySpace nevű közösségi oldalra, ahol megismerte őt egy médiában jártas személy. Ő általa került be 2009-es Álom.net című magyar romantikus vígjátékba, mint statiszta. A forgatáson ismerkedett meg a stábbal, akik azt tanácsolták neki, hogy jelentkezzen be egy casting ügynökséghez.
Az ügynökség által nyert felvételt a magyar X-Faktor első szériájának reklámjába, amely által országosan ismertté vált extrém stílusával. Az RTL Klubbal való közös munka alapján lett a Győzike Show epizódszereplője, amelyben Gáspár Evelint invitálta meg egy extrém fotózásra. Szintén egy casting során került be Katy Perry Firework című slágerének videóklipjébe, mint statiszta, melyet Budapesten forgattak.
22 éves korában, egy díjátadón ismerkedett meg társával, Varga Viktor magyar énekessel. 2013-ban felkérte őket a TV2, hogy szerepeljenek a legújabb realityben, az Édes Életben. A műsor által Cinthya Dictator országosan ismert televíziós szereplő és művész lett, ám megítélése kezdetben negatív volt. A műsor forgatása alatt nyirokrákot diagnosztizáltak nála, eljegyezték, és többször szakított párjával – a nézők hétfőtől péntekig követhették végig mindennapjaikat. Szakításuk után egy nagyobb időintervallumú szünet után újra egymásra találtak Varga Viktorral, és még A nagy duett című zenés show-műsorban együtt szerepeltek, de a műsor után 2016-ban felbontották szerződésüket a TV2-vel. 2016-ban a Viasat 3-mal együttműködve szerepelt a Flúgos Futam 1. évad 1. részében, 2018-ban a Sikítófrász és az Ide süss! című műsorban. 2019-ben elindult az RTL klub Konyhafőnök cimű műsorában.
Jelenleg talkshow-kban szerepel, saját művészeti projektjein dolgozik. 2019-ben bejelentette, hogy terve, hogy beindítsa saját márkáját.